# Leivanectes bernardoi
Il leivanecte (Leivanectes bernardoi) è un rettile marino estinto, appartenente ai plesiosauri. Visse nel Cretaceo inferiore (Aptiano, circa 125 - 120 milioni di anni fa) e i suoi resti fossili sono stati ritrovati in Sudamerica.

## Descrizione
Questo animale era un grande rettile marino che, come tutti i rappresentanti dei plesiosauroidi, possedeva un collo eccezionalmente allungato, una piccola testa e quattro grandi zampe trasformate in strutture simili a pinne. Al contrario dei suoi stretti parenti (appartenenti alla famiglia degli elasmosauridi), Leivanectes era caratterizzato da un cranio con pochi denti ma molto grandi. La mandibola era dotata di una sinfisi corta, con solo tre denti per lato (nell'affine Callawayasaurus i denti della sinfisi erano cinque) e gli alveoli della premascella erano particolarmente allargati. I denti anteriori all'orbita in ogni ramo mandibolare erano solo 7 (in Callawayasaurus erano 11). In generale, Leivanectes era dotato di denti più grandi e in misura minore rispetto a quelli di qualunque altro elasmosauride noto.

## Classificazione
Leivanectes bernardoi venne descritto per la prima volta nel 2019, sulla base di fossili ritrovati in terreni dell'Aptiano (verso la fine del Cretaceo inferiore) nella formazione Paja della Colombia centrale. Leivanectes era senza dubbio un rappresentante degli elasmosauridi, un gruppo di plesiosauri dal collo particolarmente allungato, tipici del Cretaceo. Nonostante l'antichità (Leivanectes è uno degli elasmosauri più antichi) questo animale doveva essere un elasmosauro specializzato, anche se non è chiaro quali fossero le sue strette parentele all'interno della famiglia.

## Paleoecologia
Le differenze tra Leivanectes e Callawayasaurus, anch'esso rinvenuto nella formazione Paja, indicano che questi animali occupavano differenti nicchie ecologiche. Probabilmente Leivanectes si nutriva di prede più grandi rispetto a quelle di cui si nutriva Callawayasaurus, a causa della presenza di denti più grandi e radi. 